# Óscar Almirón
Óscar Ramón Almirón Giovanelli (* 1. März 1927 in Buenos Aires; † 17. Dezember 2009 ebenda) war ein argentinischer Ruderer.

## Karriere
Óscar Almirón nahm an den Olympischen Spielen 1948 in London teil. Mit Alberto Madero, Julio Curatella und Óscar Zolezzi ging er in der Vierer ohne Steuermann-Regatta an den Start. Das Boot schied im Hoffnungslauf aus. Óscar Almirón und Alberto Maderod starteten in den Folgejahren im Zweier ohne Steuermann. Bei den Panamerikanischen Spielen 1951 in Buenos Aires gewann das Duo die Goldmedaille. Bei den Olympischen Spielen 1952 in Helsinki schieden sie in der Zweier ohne Steuermann-Regatta im Halbfinal-Hoffnungslauf aus.